# Alister McRae

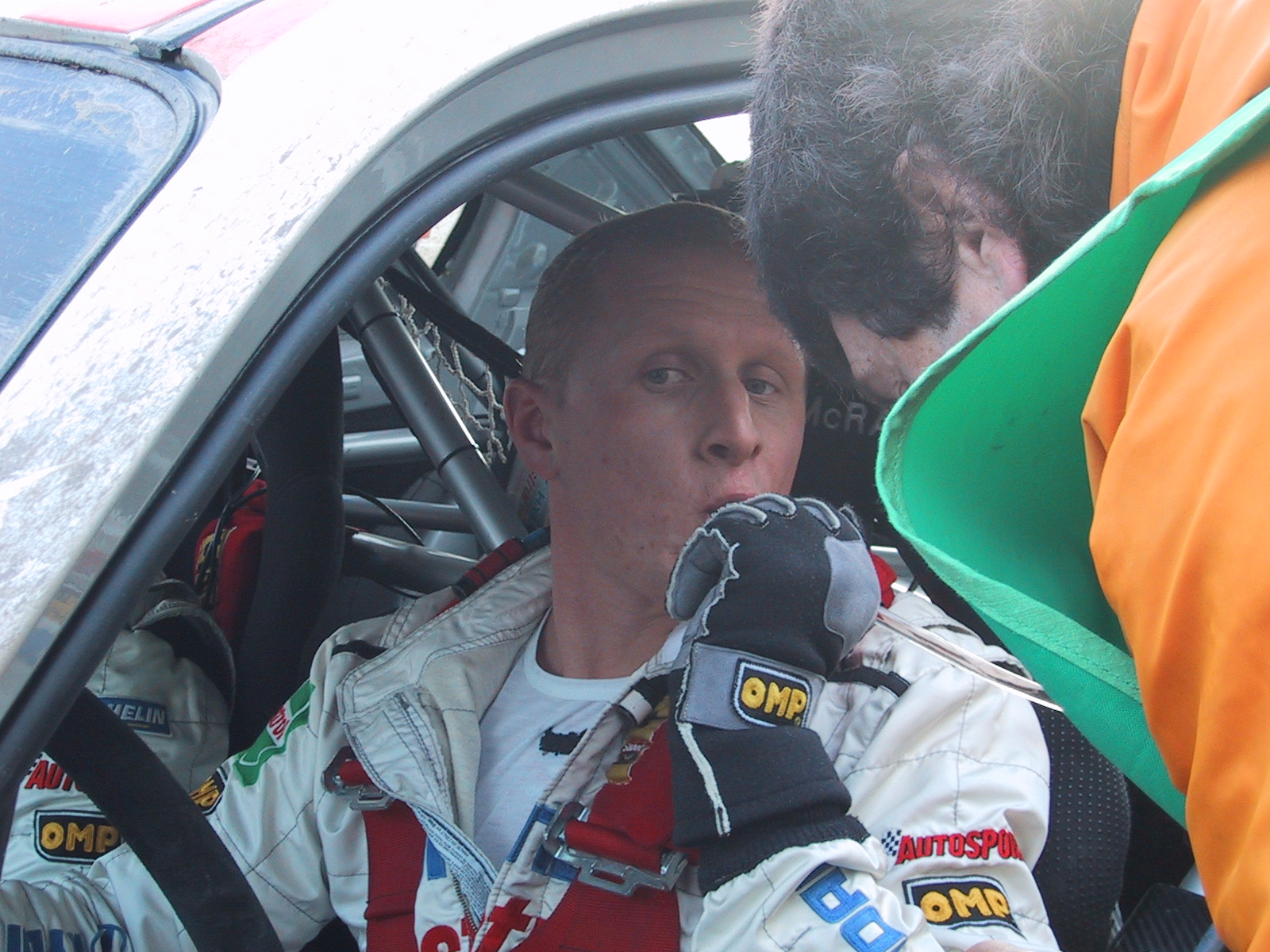
2000-ben, Hyundai Accent WRC-vel

Alister McRae (Lanark, 1970. december 20. –) skót autóversenyző. Az ötszörös brit ralibajnok, Jimmy McRae fia, és az 1995-ös rali-világbajnok, Colin McRae öccse. Pályafutása során 76 világbajnoki futamon indult, melyeken több kategória győzelmet szerzett.

## Pályafutása
2006-ban megnyerte az Interkontinentális ralibajnokság ralibajnokság első futamát, Dél-Afrikában.